# Discografie van Roswell Rudd
Deze discografie is een overzicht over de uitgebrachte geluidsdragers van de jazzmuzikant Roswell Rudd (1935–2017). Deze omvat zijn albums onder zijn eigen naam (paragraaf 1), samenwerkende bandprojecten (paragraaf 2), compilaties (paragraaf 3) en zijn bijdragen als (gast)solist bij verdere producties (paragraaf 4). Volgens de discograaf Tom Lord was hij tussen 1955 en 2014 betrokken bij 153 opnamesessies.

## Albums onder zijn eigen naam
Deze paragraaf toont de door Roswell Rudd uitgebrachte lp's en cd's chronologisch naar opnamejaar. 
| Album                                                    | Label            | opname  | uitgave | Opmerkingen |
| -------------------------------------------------------- | ---------------- | ------- | ------- | --- |
| Roswell Rudd                                             | America          | 1965    | 1971    | Roswell Rudd met John Tchicai, Finn von Eyben, Louis Moholo. |
| Everywhere                                               | Impulse          | 1966    | 1967    | Roswell Rudd met Robin Kenyatta, Giuseppi Logan, Lewis Worrell, Charlie Haden, Beaver Harris |
| Numatik Swing Band                                       | JCOA             | 1971    | 1973    | Roswell Rudd and The Jazz Composer's Orchestra, met Michael Krasnov, Mike Lawrence, Enrico Rava, Charles Sullivan, Art Baron, Gary Brocks, Janet Donaruma, Sharon Freeman, Jeffrey Schlegel, Howard Johnson, Bob Stewart, Mike Bresler, Martin Alter, Carlos Ward, Dewey Redman, Charles Davis, Perry Robinson, Hod O'Brien, Charlie Haden, Sirone, Beaver Harris, Lou Grassi, Sue Evans, Danny Johnson, Sheila Jordan |
| Flexible Flyer                                           | Arista           | 1974    | 1975    | Roswell Rudd, Hod O'Brien, Arild Andersen, Barry Altschul, Sheila Jordan |
| Inside Job                                               | Arista           | 1976    | 1976    | met Enrico Rava, Dave Burrell, Stafford James, Harold White |
| The Definitive Roswell Rudd                              | Horo             | 1979    | 1979    | Roswell Rudd solo; Ralph Romanelli (stem in You Don't See My Face en Keep Your Heart Right) |
| The Unheard Herbie Nichols, Vol. 2                       | CIMP             | 1996    | 1997    | Roswell Rudd Trio, met Greg Millar, John Bacon jr., Kimmy Hutton, Marc D. Rusch, Robert D. Rusch, Ryan D. Rusch, Susan Rusch |
| The Unheard Herbie Nichols, Vol. 1                       | CIMP             | 1996    | 1997    | Roswell Rudd Trio, met Greg Millar, John Bacon jr. |
| Broad Strokes                                            | Knitting Factory | 1999    | 2000    | Roswell Rudd met Steve Swell, Josh Roseman, Ron Finck, Harvey Kaiser, Matthew Finck, Bill Dotts, Ken Filiano, Lou Grassi, Carlos Gomez, Steve Riddick |
| Roswell Rudd & Yomo Toro with Bobby Sanabria & Ascension | Sunnyside        | 2002–06 | 2007?   | Bigband, o.a. met George Cables |
| Blue Mongol                                              | Sunnyside        | 2004    | 2005    | Roswell Rudd & The Mongolian Buryat Band |
| Trombone Tribe                                           | Sunnyside        | 2003–08 | 2009?   | Rudd met Sex Mob (Steven Bernstein, Doug Wieselman, Briggan Krauss, Marcus Rojas, Tony Scherr, Kenny Wollesen; 2003), der Gangbé Brass Band of Benin (2007), met Wycliffe Gordon, Eddie Bert, Ray Anderson, Sam Burtis, Josh Roseman, Barry Altschul (2008), met Bonerama (2008) en Steve Swell, Deborah Weisz, Henry Grimes, Bob Stewart, Barry Altschul                                                              |
| Roswell Rudd with Gangbé Brass Band of Benin             | Sunnyside        | 2007    | 2008    | met Magloire Ahouandjinou, Eric Yovogan, Roswell Rudd, Martial Ahouandjinou, Lucien Gbaguidi, James Vodounnon, Benoit Avihoue, Crespin Kpitiki |
| Keep Your Heart Right                                    | Sunnyside        | 2007    | 2008    | Roswell Rudd Quartet met Lafayette Harris, Brad Jones, Sunny Kim |
| A Side Singles                                           | Soundscape       | 2008    | 2009?   | Roswell Rudd, Michael Doucet, met de Cajunband Beausoleil en Emily Haines |
| The Incredible Honk                                      | Sunnyside        | 2008–10 | 2011    | o.a. met John Lindberg, Ken Filiano, David Oquendo, Jimmy Breaux, David Doucet, Aaron Comess, Tommy Alesi, Mitchell Reed, Richard Hammond, Arne Wendt, Lafayette Harris, Ivan Rubenstein-Gillis |
| Trombone for Lovers                                      | Sunnyside        | 2013    | 2013    | o.a. met Steven Bernstein, John Medeski, Dennis Nelson, Bob Dorough, Gary Lucas, Ira Coleman, Fay Victor, Jana Ballard |

## Samenwerkende bandprojecten
| Album                                                        | Muzikant/bandprojekt                                                      | Label                | opname  | uitgave | Opmerkingen |
| ------------------------------------------------------------ | ------------------------------------------------------------------------- | -------------------- | ------- | ------- | --- |
| Early and Late                                               | Steve Lacy/Roswell Rudd Quartet                                           | Cuneiform            | 1962    | ?       | Roswell Rudd, Steve Lacy, Bob Cunningham, Denis Charles (1962) resp. Roswell Rudd, Steve Lacy, Jean-Jacques Avenel, John Betsch (1999)                                                                      |
| Schooldays – A 1963 Live Session Released for the First Time | Steve Lacy/Roswell Rudd Quartet                                           | Emanem               | 1963    | 1975    | Roswell Rudd, Steve Lacy, Henry Grimes, Denis Charles |
| New York Eye and Ear Control                                 | New York Eye And Ear Control                                              | ESP-Disk             | 1964    | 1965?   | Don Cherry, Roswell Rudd, John Tchicai, Albert Ayler, Michael Snow, Gary Peacock, Sunny Murray |
| New York Art Quartet 1964–1965: Call It Art                  | New York Art Quartet                                                      | Triple Point         | 1964    | 2013    | Alan Shorter, Roswell Rudd, John Tchicai, Lewis Worrell, J.C. Moses, Milford Graves |
| New York Art Quartet                                         | New York Art Quartet                                                      | ESP-Disk             | 1964    | 1965    | Roswell Rudd, John Tchicai, Lewis Worrell, Milford Graves, Leroi Jones |
| Old Stuff                                                    | New York Art Quartet                                                      | Cuneiform            | 1965    | 2010    | Roswell Rudd, John Tchicai, Finn von Eyben, Louis Moholo (opnamen uit Kopenhagen) |
| Trickles                                                     | Steve Lacy, Roswell Rudd, Kent Carter, Beaver Harris                      | Black Saint          | 1976    | 1976    | |
| Blown-bone                                                   | Roswell Rudd - Steve Lacy - Sheila Jordan                                 | Philips              | 1976    | 1979    | Rudd, Kenny Davern, Steve Lacy, Tyrone Washington, Patti Bown, Louisiana Red, Wilbur Little, Paul Motian, Jordan Steckel resp. Rudd met Enrico Rava, Steve Lacy, Wilbur Little, Paul Motian, Sheila Jordan. |
| Maine                                                        | Hans Dulfer / Roswell Rudd / Arjen Gorter / Martin van Duynhoven          | BV Haast             | 1976    | 1977    | |
| Sharing                                                      | Roswell Rudd - Giorgio Gaslini Duo                                        | Dischi della Quercia | 1978    | 1978    | |
| Regeneration                                                 | Roswell Rudd/Steve Lacy/Misha Mengelberg/Kent Carter/Han Bennink          | Soul Note            | 1982    | 1983    | |
| Woyzeck’s Death                                              | Allen Lowe – Roswell Rudd                                                 | enja                 | 1994    | 1995    | met Randy Sandke, Ben Goldberg, Andy Shapiro, Jeff Fuller, Ray Kaczynski |
| Rumours of an Incident                                       | Elton Dean Quartet/Roswell Rudd                                           | Slam                 | 1996    | 1997    | Roswell Rudd, Elton Dean, Alex Maguire, Marcio Mattos, Mark Sanders |
| Bladik                                                       | Elton Dean/Paul Dunmall/Tony Levin/Paul Rogers/Roswell Rudd/Keith Tippett | Cuneiform            | 1996    | 1997    | |
| Four                                                         | Ab Baars Trio & Roswell Rudd                                              | DATA                 | 1998    | 2001    | Roswell Rudd, Ab Baars, Wilbert de Joode, Martin van Duynhoven |
| The Roswell Incident                                         | Glen Hall and OutSource met Roswell Rudd                                  | Leo                  | 1999    | 2001    | Roswell Rudd, Glen Hall, Allan Molnar, Michael Occhipinti, Michael Morse, Barry Romberg |
| 35th Reunion                                                 | New York Art Quartet                                                      | DIW                  | 1999    | 2000    | Roswell Rudd, John Tchicai, Reggie Workman, Milford Graves, Amiri Baraka |
| Monk’s Dream                                                 | Steve Lacy/Roswell Rudd                                                   | Verve                | 1999    | 1999    | Roswell Rudd, Steve Lacy, Jean-Jacques Avenel, John Betsch, Irène Aebi |
| Eventuality                                                  | Charlie Kohlhase Quintet/Roswell Rudd                                     | Nada                 | 2000    | 2000    | met John Carlson Roswell Rudd, Matt Langley, John Turner, Johnny McLellan |
| MaliCool                                                     | Roswell Rudd/Toumani Diabate                                              | Sunnyside            | 2000    | 2001?   | met Roswell Rudd, Toumani Diabate (kora), Lassana Diabate, Basseko Kouyate, Sayon Sissoko, Henry Schroy, Sekou Diabate, Mamadou Kouyate, Dala Diabate                                                       |
| Live in New York                                             | Archie Shepp & Roswell Rudd                                               | Verve                | 2000    | 2001    | Roswell Rudd, Grachan Moncur III, Archie Shepp, Reggie Workman, Andrew Cyrille |
| Airwalkers                                                   | Roswell Rudd/Mark Dresser                                                 | Clean Feed           | 2004    | 2006    | |
| Double Exposure                                              | Riccardo Fassi/Roswell Rudd Quartet                                       | Wide Sound           | 2006    | 2007?   | met Paolino Dalla Porta, Massimo Manzi |
| El Espíritu Jíbaro                                           | Roswell Rudd & Yomo Toro                                                  | Sunnyside            | 2002–06 | 2007    | |
| Keeping the Hussies at Bay                                   | Roswell Rudd & Michel Doucet met Beausoleil                               | Soundscape           | ?       | 2008    | |
| C’etait dans la Nuit                                         | Roswell Rudd / Michel Doucet / Emily Haines                               | Soundscape           | ?       | 2008    | |
| The Light                                                    | The Second Approach Trio met Roswell Rudd                                 | Solyd                | 2007    | 2009    | Roswell Rudd, Andrei Razin, Igor Ivanushkin, Tatyana Komova |
| Strength & Power                                             | Roswell Rudd/Jamie Saft/Trevor Dunn/Balázs Pándi                          | Rare Noise           | 2014    | 2016    | |
| August Love Song                                             | Roswell Rudd, Heather Masse                                               | Red House            | ?       | 2016    | met Mark Helias, Rolf Sturm |
| Embrace                                                      | Roswell Rudd, Fay Victor, Lafayette Harris, Ken Filiano                   | RareNoise Records    | 2016?   | 2017    | |

## Compilaties
| Album                                                   | Muzikant/bandprojekt                        | Label       | opname | uitgave | Opmerkingen |
| ------------------------------------------------------- | ------------------------------------------- | ----------- | ------ | ------- | --- |
| Mixed                                                   | The Cecil Taylor Unit / Roswell Rudd Sextet | Impulse     | 1963   | 1998    | Oorspronkelijk uitgebracht als Into the Hot en Everywhere (Impulse AS-9126) |
| That’s The Way I Feel Now: A Tribute to Thelonious Monk | V.A.                                        | A&M         | 1984   | 1985    | Rudd in In Walked Budd, met Bruce Fowler, Phil Teele, Tom Fowler, Chester Thompson |
| Open House                                              | Roswell Rudd                                | Musica Jazz | ?      | 2008    | De compilatie bevat opnamen van Roswell Rudd als solist en met Ken Filiano, Ab Baars, Charlie Kohlhase, het Nexus Orchestra 2001, Steve Lacy/Misha Mengelberg en het BBC Scottish Symphony Orchestra (Malicool Medley). |

## Albums als solist bij verdere producties
| Album                                                       | Artiest                                                                      | Label             | opname    | Opmerkingen |
| ----------------------------------------------------------- | ---------------------------------------------------------------------------- | ----------------- | --------- | --- |
| Eli's Chosen Six                                            | Eli’s Chosen Six                                                             | Columbia          | 1955      | Rudds eerste opnamesessies met de dixielandband Elis Chosen Six, bestaande uit Lee Lorenz, Roswell Rudd, Pete Williams, Dick Voigt, Bobby Morgan, Lyman Drake |
| New York City R&B                                           | Buell Neidlinger                                                             | Candid/CBS-Sony   | 1961      | Buell Neidlinger met Clark Terry, Roswell Rudd, Steve Lacy, Archie Shepp, Charles Davis, Cecil Taylor, Billy Higgins |
| Into the Hot                                                | Cecil Taylor Orchestra                                                       | Impulse           | 1961      | met Ted Curson, Roswell Rudd, (in "Pots"), Jimmy Lyons, Archie Shepp, Cecil Taylor, Henry Grimes, Sunny Murray |
| Four for Trane                                              | Archie Shepp                                                                 | Impulse!          | 1964      | met Alan Shorter, Roswell Rudd, John Tchicai, Reggie Workman, Charles Moffett |
| Communication                                               | The Jazz Composer's Orchestra                                                | Font              | 1965      | Michael Mantler, Roswell Rudd, Willie Ruff, Steve Lacy, John Tchicai, Jimmy Lyons, Archie Shepp, Fred Pirtle, Paul Bley, Eddie Gomez, Milford Graves, Carla Bley |
| Live in San Francisco                                       | Archie Shepp                                                                 | Impulse           | 1966      | met Roswell Rudd, Raphael Donald Garrett, Lewis Worrell, Beaver Harris |
| Mama Too Tight                                              | Archie Shepp                                                                 | Impulse!          | 1966      | met Tommy Turrentine, Roswell Rudd, Grachan Moncur III, Perry Robinson, Howard Johnson, Charlie Haden, Beaver Harris |
| Until                                                       | Robin Kenyatta                                                               | Vortex            | 1967      | met Mike Lawrence, Roswell Rudd, Lewis Worrell, Horacee Arnold, Archie Lee |
| Life [sic] at the Donaueschingen Music Festival             | Archie Shepp                                                                 | Saba/MPS          | 1967      | met Roswell Rudd, Grachan Moncur III, Jimmy Garrison, Beaver Harris |
| The Jazz Composers' Orchestra                               | The Jazz Composers' Orchestra                                                | JCOA              | 1967      | Michael Mantler, Lloyd Michaels, Steve Furtado, Jimmy Knepper, Jack Jeffers, Bob Northern, Julius Watkins, Howard Johnson, Steve Marcus, Al Gibbons, Frank Wess, Bob Donovan, Lew Tabackin, George Barrow, Charles Davis, Carla Bley, Ron Carter, Eddie Gomez, Charlie Haden, Steve Swallow, Reggie Johnson, Beaver Harris, Larry Coryell, Roswell Rudd, Pharoah Sanders |
| Escalator over the Hill                                     | Carla Bley                                                                   | JCOA              | 1968–1971 | |
| Liberation Music Orchestra                                  | Charlie Haden                                                                | Impulse!          | 1969      | |
| Cancion                                                     | Gato Barbieri                                                                | Flying Dutchman   | 1969      | met Roswell Rudd, Lonnie Liston Smeth, Charlie Haden, Beaver Harris, Richard "Pablo" Landrum |
| The New Village on the Left                                 | Marcello Melis                                                               | Black Saint       | 1976      | met Enrico Rava, Roswell Rudd, Famoudou Don Moye, The Rubanu Vocal Quartet (Egidio Muscau, Antonio Buffa, Sebastiano Piras, Nicolo G.) |
| Dinner Music                                                | Carla Bley                                                                   | Watt              | 1976      | met Michael Mantler, Roswell Rudd, Bob Stewart, Carlos Ward, Richard Tee, Cornell Dupree, Eric Gale, Gordon Edwards, Steve Gadd |
| His Master’s Bones                                          | Gary Windo                                                                   | Cuneiform         | 1976      | Baden-Baden Workshop Band, met Michael Mantler, Roswell Rudd, Albert Mangelsdorff, Bob Stewart, Gary Windo, Urs Leimgruber, Wolfgang Dauner, Carla Bley, Christy Doran, Hugh Hopper, Bo Stief, Aldo Romano, Edward Vesala; verdere nummers van het album van Gary Windo in andere bezettingen.                                                                           |
| European Tour 1977                                          | Carla Bley                                                                   | Watt              | 1977      | met Michael Mantler, Roswell Rudd, John Clark, Bob Stewart, Elton Dean, Gary Windo, Terry Adams, Hugh Hopper, Andrew Cyrille |
| Enrico Rava Quartet                                         | Enrico Rava                                                                  | ECM               | 1978      | met Roswell Rudd, Jean-François Jenny-Clark, Aldo Romano |
| Laboratorio della Quercia                                   | Laboratorio della Quercia                                                    | Horo              | 1978      | met Kenny Wheeler, Alberto Corvini, Enrico Rava, Danilo Terenzi, Roswell Rudd, Evan Parker, Maurizio Giammarco, Steve Lacy, Steve Potts, Eugenio Colombo, Massimo Urbani, Maurizio Giammarco, Tommaso Vittorini, Frederic Rzewski, Martin Joseph, Tristan Honsinger, Irène Aebi, Kent Carter, Roberto Bellatalla, Noel McGhie, Roberto Gatto, Paul Lytton                |
| Austin Texas March 27 1878                                  | Carla Bley                                                                   | HiHat             | 1978      | met Michael Mantler, John Clark, Roswell Rudd, George Lewis, Bob Stewart, Alan Braufman, Gary Windo, Blue Gene Tyranny, Patty Price, Phillip Wilson (vermoedelijk roofdruk) |
| Musique Mecanique                                           | Carla Bley                                                                   | Watt              | 1978      | met Michael Mantler, Roswell Rudd, John Clark, Bob Stewart, Alan Braufman, Gary Windo, Terry Adams, Eugene Chadbourne, Charlie Haden, Steve Swallow, D. Sharpe, Karen Mantler |
| Divine Song                                                 | Sangeeta Michael Berardi                                                     | New Pulse Artists | 1979      | met Roswell Rudd, Archie Shepp, Eddie Gomez, Rashied Ali, Mario Pavone |
| Interpretations of Monk                                     | Muhal Richard Abrams                                                         | DIW               | 1981      | met Don Cherry, Roswell Rudd, Steve Lacy, Charlie Rouse, Richard Davis, Ben Riley, Amiri Baraka |
| Interpretations of Monk                                     | Anthony Davis                                                                | DIW               | 1981      | met Don Cherry, Roswell Rudd, Steve Lacy, Charlie Rouse, Richard Davis, Ben Riley |
| Interpretations of Monk                                     | Barry Harris                                                                 | DIW               | 1981      | met Don Cherry, Roswell Rudd, Steve Lacy, Charlie Rouse, Richard Davis, Ed Blackwell |
| Interpretations of Monk                                     | Mal Waldron                                                                  | DIW               | 1981      | met Don Cherry, Roswell Rudd, Steve Lacy, Charlie Rouse, Richard Davis, Ed Blackwell |
| Associates                                                  | Steve Lacy                                                                   | New Tone          | 1992      | Duo Lacy/Rudd in "Pannonica" |
| Dark Was the Night - Cold Was the Ground                    | Allen Lowe and the American Song Project Featuring Roswell Rudd              | Music & Arts      | 1993      | |
| Darn It! Poems by Paul Haines                               | Paul Haines                                                                  | American Clave    | 1993      | alleen op de nummers Darn It! Reprise (Down In Back!) en C'etait dans la nuit |
| Terrible                                                    | Terry Adams                                                                  | New World         | 1995      | Bigband |
| Out and About                                               | Steve Swell Quartet                                                          | CIMP              | 1996      | Steve Swell, Roswell Rudd, Ken Filiano, Lou Grassi |
| Hallucinations: Music and Words for William S. Burroughs II | Glen Hall                                                                    | Leo Records       | 1997      | met Roswell Rudd, Nilan Perara, Allan Molnar, John Gzowski, Kim Ratcliff, Rob Clutton, Don Thompson, John Lennard, Barry Elmes, Georgie McDonald, Judith Merrill |
| Newsense                                                    | Elton Dean                                                                   | Slam              | 1997      | met Jim Dvorak, Roswell Rudd, Annie Whitehead, Paul Rutherford, Alex Maguire, Marcio Mattos, Roberto Bellatalla, Mark Sanders |
| Swimmers                                                    | The Dave Pier Quintet with Roswell Rudd                                      | Wake Up           | 2000      | Greg Glassman, Roswell Rudd (in Dead Ends), Jon Arons, Dave Pier, Jason Kriveloff, Ian Riggs, Qasim Naqvi |
| Seize the Time!                                             | The Nexus Orchestra 2001                                                     | Splasc(H)         | 2001      | met Herb Robertson, Luca Calabrese, Roswell Rudd, Lauro Rossi, Giancarlo Schiaffini, Beppe Caruso, Renato Geremia, Roberto Ottaviano, Riccardo Luppi, Achille Succi, Daniele Cavallanti, Alberto Tacchini, Roberto Cecchetto, Tito Mangialajo Rantzer, Piero Leveratto, Giovanni Maier, Tiziano Tononi                                                                   |
| The Duck's Palace                                           | Duck Baker                                                                   | Incus             | 1993      | Duo Rudd/Baker in Pavement Blues |
| Dime Grind Palace                                           | Sex Mob                                                                      | Rodeadope         | 2002      | met Steven Bernstein, Briggan Krauss, Tony Scherr, Kenny Wollesen en de gastmuzikanten Roswell Rudd, Marcus Rojas, Doug Wieselman, Scott Robinson, Peter Apfelbaum, Brian Mitchell, John Kruth, Dave Tronzo, Mark Stewart |
| Indestructible                                              | Anita O'Day                                                                  | Kajo              | 2005      | met Joe Wilder, Steve Fishwick, Roswell Rudd, Tommy Morimoto, Lafayette Harris jr., John Colliani, Chip Jackson, Sean Smeth, Eddie Locke, Matt Fishwick |
| Monk's Bones                                                | Monk’s Music Trio                                                            | CMB               | 2004      | met Max Perkoff, Roswell Rudd, Si Perkoff, Sam Bevan, Chuck Bernstein |
| Concertos                                                   | Michael Mantler                                                              | ECM               | 2007–2008 | met het kamerensemble Neue Musik Berlin onder leiding van Roland Kluttig, solisten in de andere nummers zijn Bjarne Roupé, Bob Rockwell, Pedro Carneiro, Majella Stockhausen, Nick Mason |
| Delta Berimbau Blues                                        | Chuck Bernstein                                                              | CMB               | 2007–2008 | Bigband |
| Give Peace Some Chants                                      | Charlie Keil & the New York Path to Peace                                    | NY Path to Peace  | 2009      | met Greg Glassman, Bill Benzon, Steve Swell, Sam Kulik, Roswell Rudd, Bob Hovey, Charlie Keil, Enrique Fernandez, Don Slatoff, Dan Peck, Chris Stromquist, Allen Farmelo |
| Bassoon Goes Latin Jazz                                     | Daniel Smeth                                                                 | Summet            | 2010      | met Roswell Rudd, Daniel Kelly, Sandro Albert, Michael O'Brien, Vincent Ector, Neil Clarke |
| Blues and the Empirical Truth                               | Allen Lowe Featuring Roswell Rudd, Marc Ribot, Matthew Shipp en Lewis Porter | Music & Arts      | 2010?     | ed. 2011 |
| Cheerin’ Up the Universe                                    | Bob Merrill                                                                  | Accurate          | 2013      | o.a. met Roswell Rudd, Harry Allen, Russ Gershon, John Medeski, Matthew Fries, John Van Eps, Drew Zingg, Nicki Parrott, George Schuller, Vicente Lebron, Gabrielle Agachiko |